# Paul Kiparsky
Paul Kiparsky (* 28. ledna 1941 Helsinki) je finsko-americký jazykovědec, profesor lingvistiky na Stanfordově univerzitě.
Kiparsky se zabývá mj. původem jazyka a historickou lingvistikou.